# Argentijns-Surinaamse betrekkingen
Argentijns-Surinaamse betrekkingen verwijzen naar de huidige en historische betrekkingen tussen Argentinië en Suriname.

## Betrekkingen
Begin november 1975, enkele weken voor de Surinaamse onafhankelijkheid, kondigde de Argentijnse ambassadeur bij de Verenigde Naties (VN) aan Suriname te zullen erkennen. Dit deed hij in een gesprek met de gevolmachtigd minister van Nederland bij de VN, Henk Heidweiller. Er werd ook gesproken over het aangaan van diplomatieke betrekkingen. Formeel werden deze op 20 juli 1977 aangeknoopt toen beide landen niet-residerende ambassadeurs benoemden. Hiertoe werd in Washington D.C. een communiqué ondertekend.

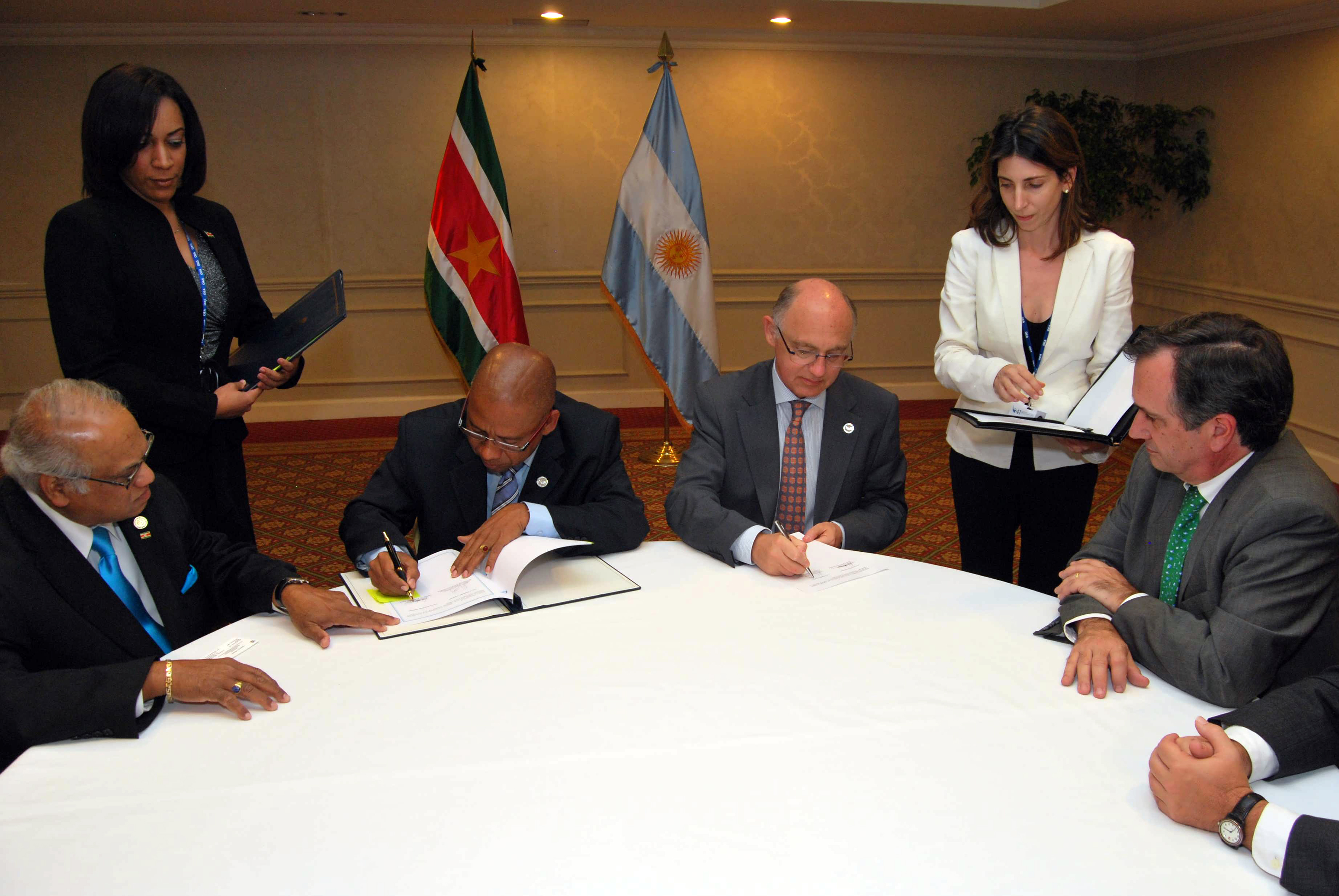
BuZa-ministers Winston Lackin (Suriname) en Héctor Timerman (Argentinië), 7 juni 2011

In de jaren 2010 werden de banden nauwer aangehaald. Op 7 juni 2011 ondertekenden de ministers van Buitenlandse Zaken, Winston Lackin (Suriname) en Héctor Timerman (Argentinië), een akkoord voor de afschaffing van visumplicht voor diplomaten. In 2012 besloot de Argentijnse president Cristina de Kirchner dat er een ambassade in Suriname moest komen. In november 2013 zond ze Alicia Beatriz de Hoz af naar Paramaribo als eerste residerende ambassadeur. Op 2 oktober 2014 volgde de officiële opening van de Argentijnse ambassade.
In het kader van bezuinigingsmaatregelen sloot Argentinië op advies van het Internationaal Monetair Fonds in januari 2019 zijn ambassade in Paramaribo. Sinds het vertrek van ambassadrice Alicia Beatriz de Hoz neemt Ignacio Rossi Sammartino waar als zaakgelastigde. 28 november 2021 werd de ambassade heropend en een maand later bezocht Rossi Sammartino minister Albert Ramdin om de banden weer aan te halen.